# Classification de la musique
Une classification musicale est une classification permettant de classer des documents musicaux dans les bibliothèques ou dans l'industrie musicale, chez les disquaires par exemple. Elle peut aussi être créée par des musicologues.

## Classement des bibliothèques musicales
Traditionnellement, deux approches conduisent à l’élaboration des classifications :
- une approche théorique en vertu de choix philosophiques ;
- une approche pragmatique en fonction des problèmes concrets à résoudre : la réalité des collections, les publics utilisateurs, la réalité commerciale pour l’acquisition des documents.

### Dewey
Les principales sous-subdivision de la classe Musique (cote 780) dans la Classification décimale de Dewey sont :
- 781 Principes généraux et formes musicales
- 782 Musique vocale
- 783 Musique pour voix seule
- 784 Instruments et ensembles instrumentaux
- 785 Ensemble à un seul instrument par partie
- 786 Instruments à clavier et autres instruments
- 787 Instruments à cordes
- 788 Instruments à vent

### Bibliothèque du Congrès
Les principales cotes de la classification de la Bibliothèque du Congrès des États-Unis pour la sous-classe M - « Partitions musicales » est la suivante, :
- Partitions miniatures M 1.1
- Collections de base M 2 - 2.3
- Éditions complètes de l’œuvre des principaux compositeurs M 3
- Musique instrumentale M 6 – 1490
  - Instruments solistes M 6 - 175
    - Clavier M 6 - 39
    - Instruments à cordes M 40 - 59
    - Instruments à vent M 60 - 111
    - Instruments à cordes pincées M 115 - 142
    - Instruments de percussion et autres instruments M 145-175

  - Musique instrumentale pour films M 176
  - Musique instrumentale pour la radio et la télévision M 176.5
  - Musique pour 2 instruments ou plus M 177 - 990
  - Orchestre de chambre M 1100 - 1160
  - Ensemble (band) M 1200 - 1269
  - Corps de clairons et tambours M 1270
  - Orchestre réduit M 1350 - 1353
  - Orchestre de danse et ensembles instrumentaux M 1356 - 1356
  - Ensembles de jazz M 1366
  - Musique instrumentale pour débutants M 1375 - 1420
  - Musique de danse M 1450
  - Musique imprimée ou manuscrite avant 1700 M 1490
- Musique vocale M 1495 - 5000
  - Musique vocale profane M 1497 - 1998
    - Musique dramatique M 1500 - 1527
    - Duos, trios, etc., pour voix solistes M 1528 - 1529
    - Chœurs avec orchestre ou autre ensemble M 1530 - 1546
    - Chœurs avec ou sans accompagnement de piano M 1547 - 1600
    - Chœurs à l’unisson M 1609
    - Œuvres pour chorale a cappella, profanes et sacrées, avec ou sans solo (ex. : Cantates) M 1610
    - Chants, lieder, ballades, chansons, arias, etc. pour une voix M 1611 - 1624
    - Chants (pour une ou plusieurs voix) de caractère spécial M 1900 - 1978
    - Musique profane pour débutants M 1990 - 1998

  - Musique vocale sacrée M 1999 - 2199
    - Gospel M 2198 - 2199

  - Compositions non-identifiées M 5000

### Principes de Classement des Documents Musicaux (PCDM)
Les principes de classement des documents musicaux sont très utilisés dans les bibliothèques musicales en France.
Le groupe de travail pour la version PCDM 4 a notamment décidé des principes suivants :
- la classification ne prend plus en compte les documents non-musicaux que de façon marginale ;
- la classification peut être intégrée dans la tranche 780 de la classification Dewey pour pouvoir élaborer des indices hybrides, de manière que le public n’ait affaire en apparence qu’à une seule classification ;
- la classification permet non seulement de classer (cotation) mais aussi d’indexer au niveau des notices bibliographiques. Un même document devait pouvoir recevoir une cote simple et un indice détaillé dans sa notice bibliographique ;
- la classification s’applique de la même façon à tous les types de supports, en ce qui concerne aussi bien la cotation que l’indexation des notices bibliographiques ;
- la structuration permet de nombreux choix aux bibliothèques, sans renier le caractère de langage commun. La classification est très détaillée, mais peut être utilisée de façon simplifiée sans que cela ne génère d’incohérence.

Les 9 classes, c'est-à-dire les catégories de plus haut niveau du PCDM 4 sont :
- Classe 0 = Généralités, Sciences et techniques musicales
- Classe 1 = Musiques d'influences afro-américaines (blues, gospel, jazz, r'n'b, rap, hip-hop, reggae…)
- Classe 2 = Rock et variétés internationales apparentées (rock, pop, folk, metal, punk, new wave…)
- Classe 3 = Musique classique (Musique savante occidentale)
- Classe 4 = Musiques électroniques
- Classe 5 = Musiques fonctionnelles, Divers (Comédies musicales, Musiques de télévision, Musiques de publicité, Musiques de jeux vidéo, Musiques de détente, Danses de salon…)
- Classe 6 =Musique et cinéma
- Classe 7 = Classe de décantation, inclassables
- Classe 8 = Classe d'usage national ou local (en France : chanson francophone)
- Classe 9 = Musiques du monde

### Bibliothèque et archives nationales du Québec
La Bibliothèque et les Archives nationales du Québec utilise cette classification :
- Enfants
- Jazz et blues
- Musique classique
- Musique du monde et folklore
- Musique populaire
- Opéra
- Autres

### RAMEAU
Le système d'indexation RAMEAU emploie les critères suivants pour les compositions musicales :
- forme de l’œuvre et formations pour lesquelles elle a été composée, par exemple sonates, trios ou musique de chambre ;
- style ou genre musical, par exemple Jazz ;
- musiques composées pour un temps ou une occasion spécifique, par exemple Salve Regina ou Musique de Noël ;
- Musique [adjectif ethnique] et Chansons [adjectif de langue], par exemple Musique luba ou Chansons françaises.

RAMEAU est le thesaurus utilisé majoritairement dans les bibliothèques publiques en France et a pour avantage d'avoir une évolution « modérée », au sens Internet du terme, qui permet de limiter son expansion.

## Classement dans l'industrie musicale
L'industrie musicale utilise depuis longtemps diverses taxinomies, mais aucun effort d'unification des structures de classifications n'a été effectué. Le genre musical est le plus important critère largement utilisé par l'industrie musicale et les consommateurs.

### Magasins de disques
Les magasins de disque classent en général les disques en quatre niveaux :
1. un niveau principal avec des catégories générales : Classique, Jazz, Rock… ;
2. un deuxième niveau avec des sous-catégories : Concertos dans Classique, Hard Rock dans Rock… ;
3. le troisième niveau est un classement alphabétique des artistes ;
4. le quatrième est formé des albums.

Mais cette structure n'est pas cohérentes pour créer des métadonnées. D'une part chaque niveau constitue une dimension différente, et en outre certains artistes produisent des titres qui peuvent appartenir à plusieurs catégories musicales différentes à l’intérieur d'un même album.

### Base de données musicale sur Internet
À la fin des années 1980, le lecteur Workman permettait d'afficher les noms des morceaux à l'aide d'un index de plusieurs milliers de CD contenu dans un gros fichier.
À partir de 1996 le serveur de la Compact Disc Data Base (CDDB) permet de récupérer les informations des CD audio par Internet et d'ajouter des informations à la base de données. CDDB n'avait aucun moyen de corriger les erreurs et comprenait de nombreuses erreurs et des doublons, mais devint très populaire.
En 2000, CDDB est devenu Gracenote. À la suite du changement de licence qui rendit l'utilisation de la base beaucoup plus contraignant, cinq projets de logiciel libre furent créés dont deux subsistent en 2011, MusicBrainz et freedb.
De nombreuses classifications sont organisées en arborescence. 
D'autres base de données utilisent des héritages multiples, ainsi dans la structure de Rate Your Music un genre peut appartenir à plusieurs autres genres, par exemple le genre Latin rock appartient aux genres musique latine et rock.
Il n'existe souvent aucun consensus concernant la classification, à la fois dans la dénomination des genres utilisés, dans la structure hiérarchique et dans la sémantique des relations entre genres.
|               | Nombre de genres | Nombre de méta-genres |
| Amazon        | 719              | 18                    |
| AllMusicGuide | 531              | 5                     |
| MP3.com       | 430              | 16                    |
| Musicalized   | 580              | 37                    |

Les significations des relations entre les genres sont multiples :
- relation généalogique : à la suite d'une évolution musicale, par exemple pop est parent du disco dans la classification d'Amazon, même si le disco pourrait aussi être un « enfant » de la soul ;
- relation géographique : par exemple International > Afrique > Algérie dans Amazon ;
- agrégation : par exemple R ’n B/Soul > Soul et  R ’n B/Soul > R’nB dans AllMusicGuide ;
- répétition : par exemple Dance > Dance dans AllMusicGuide, ce qui signifie que le terme est polysémique et dénote à la fois un genre générique et un genre plus précis ;
- période historique : la section Musique classique d'Amazon inclut les nœuds Baroque, Classique (1770-1830) ou Impressionniste français ;
- relations spécifiques : par exemple la section de musique Classique d'Amazon a une section Instruments divisée en Cuivres, Clavier, etc.

### Format radio
Les formats radio musicaux peuvent être classés suivant quatre facteurs :
1. le style musical ;
2. la période de la musique, par exemple le format Oldies (en) diffuse de la musique des années 1950 aux années 1970 ;
3. le « niveau d'activité » de la musique, des sons « doux » comme ceux du Smooth jazz aux sons « durs » comme ceux du Hard rock ;
4. la sophistication musicale, selon la complexité des formes musicales diffusées.

## Structures musicales
Un ensemble de règles et d'usages peuvent être éventuellement théorisés dans des « systèmes musicaux ». Par exemple, la musique classique connaîtra successivement, un système modal homophone, un système modal polyphonique, un système tonal et harmonique, un système atonal sériel, un système atonal aléatoire, etc.